# Giro de Sicilia 2021
La 25.ª edición del Giro de Sicilia fue una carrera de ciclismo en ruta por etapas que se celebró entre el 28 y el 1 de octubre de 2021 en Italia con inicio en el municipio de Avola y final en el Mascali sobre un recorrido de 712 kilómetros.
En 2019, 42 años después de la última edición, la carrera fue restaurada gracias a un acuerdo entre la región de Sicilia y los organizadores de RCS Sport entrando a formar parte del UCI Europe Tour 2019, dentro de la categoría UCI 2.1. En 2020 fue cancelada debido a las restricciones producidas por la Pandemia de COVID-19. Para 2021 la carrera se volvió a recuperar, entrando a formar parte del UCI Europe Tour 2021 en categoría 2.1, y fue ganada por el italiano Vincenzo Nibali del Trek-Segafredo. Completaron el podio, como segundo y tercer clasificado respectivamente, el español Alejandro Valverde del Movistar y el también italiano Alessandro Covi del UAE Emirates.

## Equipos participantes
Tomaron parte en la carrera 20 equipos: 5 de categoría UCI WorldTeam, 8 de categoría UCI ProTeam y 7 de categoría Continental. Formaron así un pelotón de 138 ciclistas de los cuales finalizaron 84. Los equipos participantes fueron:
| WorldTeams (5)- Trek-Segafredo - Movistar Team - Team DSM - Israel Start-Up Nation - UAE Team Emirates ProTeams (8)- Androni Giocattoli-Sidermec - Bardiani CSF Faizanè - Caja Rural-Seguros RGA - Eolo-Kometa - Euskaltel-Euskadi - Gazprom-RusVelo - Rally Cycling - Vini Zabù Equipos continentales (7)- Amore & Vita-Prodir - D'Amico UM Tools - Giotti Victoria-Savini Due - Mg.k Vis VPM - Team Colpack-Ballan - Work Service-Marchiol-Dynatek - Zalf Euromobil Fior |
| |

## Recorrido
| Etapa     | Fecha     | Recorrido                         | type             | Distancia (km) | Ganador               | Líder                 |
| --------- | --------- | --------------------------------- | ---------------- | -------------- | --------------------- | --------------------- |
| 1.ª etapa | 28 de sep | Avola – Licata                    | etapa llana      | 179            | Juan Sebastián Molano | Juan Sebastián Molano |
| 2.ª etapa | 29 de sep | Selinunte – Mondello              | etapa llana      | 173            | Juan Sebastián Molano | Juan Sebastián Molano |
| 3.ª etapa | 30 de sep | Termini Imerese – Caronia         | etapa escarpada  | 180            | Alejandro Valverde    | Alejandro Valverde    |
| 4.ª etapa | 1 de oct  | Sant'Agata di Militello – Mascali | etapa de montaña | 180            | Vincenzo Nibali       | Vincenzo Nibali       |

## Desarrollo de la carrera

### 1.ª etapa
| Avola - Licata | etapa llana | (179 km) |

| \| Clasificación de la etapa \| Clasificación de la etapa \| Clasificación de la etapa \| Clasificación de la etapa \| Clasificación de la etapa \| \| Ciclista \| Ciclista \| Equipo \| Tiempo \| \| \| ------------------------- \| ------------------------- \| --------------------------- \| ------------------------- \| ------------------------- \| \| 1.º \| Juan Sebastián Molano \| UAE Team Emirates \| 4 h 37 min 21 s \| \| \| 2.º \| Vincenzo Albanese \| Eolo-Kometa \| + 0 s \| \| \| 3.º \| Maximiliano Richeze \| UAE Team Emirates \| + 0 s \| \| \| 4.º \| Matteo Moschetti \| Trek-Segafredo \| + 0 s \| \| \| 5.º \| Filippo Fiorelli \| Bardiani CSF Faizanè \| + 0 s \| \| \| 6.º \| Jakub Mareczko \| Vini Zabù \| + 0 s \| \| \| 7.º \| Andrea Guardini \| Giotti Victoria-Savini Due \| + 0 s \| \| \| 8.º \| Manuel Belletti \| Eolo-Kometa \| + 0 s \| \| \| 9.º \| Francesco Di Felice \| MG.K Vis VPM \| + 0 s \| \| \| 10.º \| Jhonatan Restrepo \| Androni Giocattoli-Sidermec \| + 0 s \| \| |                       |                             |                 |
| |                       |                             |                 |
| Fuente: ProCyclingStats |                       |                             |                 |
| Clasificación de la etapa |                       |                             |                 |
| Ciclista | Ciclista              | Equipo                      | Tiempo          |
| 1.º | Juan Sebastián Molano | UAE Team Emirates           | 4 h 37 min 21 s |
| 2.º | Vincenzo Albanese     | Eolo-Kometa                 | + 0 s           |
| 3.º | Maximiliano Richeze   | UAE Team Emirates           | + 0 s           |
| 4.º | Matteo Moschetti      | Trek-Segafredo              | + 0 s           |
| 5.º | Filippo Fiorelli      | Bardiani CSF Faizanè        | + 0 s           |
| 6.º | Jakub Mareczko        | Vini Zabù                   | + 0 s           |
| 7.º | Andrea Guardini       | Giotti Victoria-Savini Due  | + 0 s           |
| 8.º | Manuel Belletti       | Eolo-Kometa                 | + 0 s           |
| 9.º | Francesco Di Felice   | MG.K Vis VPM                | + 0 s           |
| 10.º | Jhonatan Restrepo     | Androni Giocattoli-Sidermec | + 0 s           |

| \| Clasificación general \| Clasificación general \| Clasificación general \| Clasificación general \| Clasificación general \| \| Ciclista \| Ciclista \| Equipo \| Tiempo \| \| \| --------------------- \| ------------------------ \| --------------------- \| --------------------- \| --------------------- \| \| 1.º \| Juan Sebastián Molano \| UAE Team Emirates \| 4 h 37 min 11 s \| \| \| 2.º \| Vincenzo Albanese \| Eolo-Kometa \| + 4 s \| \| \| 3.º \| Maximiliano Richeze \| UAE Team Emirates \| + 6 s \| \| \| 4.º \| Matteo Zurlo \| Zalf Euromobil Fior \| + 7 s \| \| \| 5.º \| Charles-Étienne Chrétien \| Rally Cycling \| + 8 s \| \| \| 6.º \| Davide Gabburo \| Bardiani CSF Faizanè \| + 9 s \| \| \| 7.º \| Jacopo Cortese \| MG.K Vis VPM \| + 9 s \| \| \| 8.º \| Matteo Moschetti \| Trek-Segafredo \| + 10 s \| \| \| 9.º \| Filippo Fiorelli \| Bardiani CSF Faizanè \| + 10 s \| \| \| 10.º \| Jakub Mareczko \| Vini Zabù \| + 10 s \| \| |                          |                      |                 |
| |                          |                      |                 |
| Fuente: ProCyclingStats |                          |                      |                 |
| Clasificación general |                          |                      |                 |
| Ciclista | Ciclista                 | Equipo               | Tiempo          |
| 1.º | Juan Sebastián Molano    | UAE Team Emirates    | 4 h 37 min 11 s |
| 2.º | Vincenzo Albanese        | Eolo-Kometa          | + 4 s           |
| 3.º | Maximiliano Richeze      | UAE Team Emirates    | + 6 s           |
| 4.º | Matteo Zurlo             | Zalf Euromobil Fior  | + 7 s           |
| 5.º | Charles-Étienne Chrétien | Rally Cycling        | + 8 s           |
| 6.º | Davide Gabburo           | Bardiani CSF Faizanè | + 9 s           |
| 7.º | Jacopo Cortese           | MG.K Vis VPM         | + 9 s           |
| 8.º | Matteo Moschetti         | Trek-Segafredo       | + 10 s          |
| 9.º | Filippo Fiorelli         | Bardiani CSF Faizanè | + 10 s          |
| 10.º | Jakub Mareczko           | Vini Zabù            | + 10 s          |

### 2.ª etapa
| Selinunte - Mondello | etapa llana | (173 km) |

| \| Clasificación de la etapa \| Clasificación de la etapa \| Clasificación de la etapa \| Clasificación de la etapa \| Clasificación de la etapa \| \| Ciclista \| Ciclista \| Equipo \| Tiempo \| \| \| ------------------------- \| ------------------------- \| --------------------------- \| ------------------------- \| ------------------------- \| \| 1.º \| Juan Sebastián Molano \| UAE Team Emirates \| 4 h 25 min 41 s \| \| \| 2.º \| Filippo Fiorelli \| Bardiani CSF Faizanè \| + 0 s \| \| \| 3.º \| Matteo Moschetti \| Trek-Segafredo \| + 0 s \| \| \| 4.º \| Jakub Mareczko \| Vini Zabù \| + 0 s \| \| \| 5.º \| Emanuele Onesti \| Giotti Victoria-Savini Due \| + 0 s \| \| \| 6.º \| Manuel Belletti \| Eolo-Kometa \| + 0 s \| \| \| 7.º \| Francesco Carollo \| MG.K Vis VPM \| + 0 s \| \| \| 8.º \| Samuele Zambelli \| Androni Giocattoli-Sidermec \| + 0 s \| \| \| 9.º \| Nicolas Nesi \| D'Amico UM Tools \| + 0 s \| \| \| 10.º \| Omer Goldstein \| Israel Start-Up Nation \| + 0 s \| \| |                       |                             |                 |
| |                       |                             |                 |
| Fuente: ProCyclingStats |                       |                             |                 |
| Clasificación de la etapa |                       |                             |                 |
| Ciclista | Ciclista              | Equipo                      | Tiempo          |
| 1.º | Juan Sebastián Molano | UAE Team Emirates           | 4 h 25 min 41 s |
| 2.º | Filippo Fiorelli      | Bardiani CSF Faizanè        | + 0 s           |
| 3.º | Matteo Moschetti      | Trek-Segafredo              | + 0 s           |
| 4.º | Jakub Mareczko        | Vini Zabù                   | + 0 s           |
| 5.º | Emanuele Onesti       | Giotti Victoria-Savini Due  | + 0 s           |
| 6.º | Manuel Belletti       | Eolo-Kometa                 | + 0 s           |
| 7.º | Francesco Carollo     | MG.K Vis VPM                | + 0 s           |
| 8.º | Samuele Zambelli      | Androni Giocattoli-Sidermec | + 0 s           |
| 9.º | Nicolas Nesi          | D'Amico UM Tools            | + 0 s           |
| 10.º | Omer Goldstein        | Israel Start-Up Nation      | + 0 s           |

| \| Clasificación general \| Clasificación general \| Clasificación general \| Clasificación general \| Clasificación general \| \| Ciclista \| Ciclista \| Equipo \| Tiempo \| \| \| --------------------- \| ------------------------ \| --------------------- \| --------------------- \| --------------------- \| \| 1.º \| Juan Sebastián Molano \| UAE Team Emirates \| 9 h 02 min 42 s \| \| \| 2.º \| Matteo Moschetti \| Trek-Segafredo \| + 14 s \| \| \| 3.º \| Vincenzo Albanese \| Eolo-Kometa \| + 14 s \| \| \| 4.º \| Jakub Mareczko \| Vini Zabù \| + 16 s \| \| \| 5.º \| Maximiliano Richeze \| UAE Team Emirates \| + 16 s \| \| \| 6.º \| Davide Gabburo \| Bardiani CSF Faizanè \| + 16 s \| \| \| 7.º \| Matteo Zurlo \| Zalf Euromobil Fior \| + 17 s \| \| \| 8.º \| David de la Cruz \| UAE Team Emirates \| + 18 s \| \| \| 9.º \| Charles-Étienne Chrétien \| Rally Cycling \| + 18 s \| \| \| 10.º \| Romain Bardet \| Team DSM \| + 19 s \| \| |                          |                      |                 |
| |                          |                      |                 |
| Fuente: ProCyclingStats |                          |                      |                 |
| Clasificación general |                          |                      |                 |
| Ciclista | Ciclista                 | Equipo               | Tiempo          |
| 1.º | Juan Sebastián Molano    | UAE Team Emirates    | 9 h 02 min 42 s |
| 2.º | Matteo Moschetti         | Trek-Segafredo       | + 14 s          |
| 3.º | Vincenzo Albanese        | Eolo-Kometa          | + 14 s          |
| 4.º | Jakub Mareczko           | Vini Zabù            | + 16 s          |
| 5.º | Maximiliano Richeze      | UAE Team Emirates    | + 16 s          |
| 6.º | Davide Gabburo           | Bardiani CSF Faizanè | + 16 s          |
| 7.º | Matteo Zurlo             | Zalf Euromobil Fior  | + 17 s          |
| 8.º | David de la Cruz         | UAE Team Emirates    | + 18 s          |
| 9.º | Charles-Étienne Chrétien | Rally Cycling        | + 18 s          |
| 10.º | Romain Bardet            | Team DSM             | + 19 s          |

### 3.ª etapa
| Termini Imerese - Caronia | etapa escarpada | (180 km) |

| \| Clasificación de la etapa \| Clasificación de la etapa \| Clasificación de la etapa \| Clasificación de la etapa \| Clasificación de la etapa \| \| Ciclista \| Ciclista \| Equipo \| Tiempo \| \| \| ------------------------- \| ------------------------- \| --------------------------- \| ------------------------- \| ------------------------- \| \| 1.º \| Alejandro Valverde \| Movistar Team \| 4 h 42 min 29 s \| \| \| 2.º \| Alessandro Covi \| UAE Team Emirates \| + 0 s \| \| \| 3.º \| Jhonatan Restrepo \| Androni Giocattoli-Sidermec \| + 0 s \| \| \| 4.º \| Simone Velasco \| Gazprom-RusVelo \| + 0 s \| \| \| 5.º \| Romain Bardet \| Team DSM \| + 0 s \| \| \| 6.º \| Christian Scaroni \| Gazprom-RusVelo \| + 0 s \| \| \| 7.º \| Lorenzo Fortunato \| Eolo-Kometa \| + 0 s \| \| \| 8.º \| Brandon McNulty \| UAE Team Emirates \| + 0 s \| \| \| 9.º \| Alessio Martinelli \| Colpack-Ballan \| + 0 s \| \| \| 10.º \| Niklas Eg \| Trek-Segafredo \| + 0 s \| \| |                    |                             |                 |
| |                    |                             |                 |
| Fuente: ProCyclingStats |                    |                             |                 |
| Clasificación de la etapa |                    |                             |                 |
| Ciclista | Ciclista           | Equipo                      | Tiempo          |
| 1.º | Alejandro Valverde | Movistar Team               | 4 h 42 min 29 s |
| 2.º | Alessandro Covi    | UAE Team Emirates           | + 0 s           |
| 3.º | Jhonatan Restrepo  | Androni Giocattoli-Sidermec | + 0 s           |
| 4.º | Simone Velasco     | Gazprom-RusVelo             | + 0 s           |
| 5.º | Romain Bardet      | Team DSM                    | + 0 s           |
| 6.º | Christian Scaroni  | Gazprom-RusVelo             | + 0 s           |
| 7.º | Lorenzo Fortunato  | Eolo-Kometa                 | + 0 s           |
| 8.º | Brandon McNulty    | UAE Team Emirates           | + 0 s           |
| 9.º | Alessio Martinelli | Colpack-Ballan              | + 0 s           |
| 10.º | Niklas Eg          | Trek-Segafredo              | + 0 s           |

| \| Clasificación general \| Clasificación general \| Clasificación general \| Clasificación general \| Clasificación general \| \| Ciclista \| Ciclista \| Equipo \| Tiempo \| \| \| --------------------- \| --------------------- \| --------------------------- \| --------------------- \| --------------------- \| \| 1.º \| Alejandro Valverde \| Movistar Team \| 13 h 45 min 18 s \| \| \| 2.º \| Alessandro Covi \| UAE Team Emirates \| + 7 s \| \| \| 3.º \| Jhonatan Restrepo \| Androni Giocattoli-Sidermec \| + 9 s \| \| \| 4.º \| Davide Gabburo \| Bardiani CSF Faizanè \| + 9 s \| \| \| 5.º \| Romain Bardet \| Team DSM \| + 11 s \| \| \| 6.º \| Simone Velasco \| Gazprom-RusVelo \| + 13 s \| \| \| 7.º \| Mattia Bais \| Androni Giocattoli-Sidermec \| + 13 s \| \| \| 8.º \| Alessio Martinelli \| Colpack-Ballan \| + 13 s \| \| \| 9.º \| Christian Scaroni \| Gazprom-RusVelo \| + 13 s \| \| \| 10.º \| Vincenzo Nibali \| Trek-Segafredo \| + 13 s \| \| |                    |                             |                  |
| |                    |                             |                  |
| Fuente: ProCyclingStats |                    |                             |                  |
| Clasificación general |                    |                             |                  |
| Ciclista | Ciclista           | Equipo                      | Tiempo           |
| 1.º | Alejandro Valverde | Movistar Team               | 13 h 45 min 18 s |
| 2.º | Alessandro Covi    | UAE Team Emirates           | + 7 s            |
| 3.º | Jhonatan Restrepo  | Androni Giocattoli-Sidermec | + 9 s            |
| 4.º | Davide Gabburo     | Bardiani CSF Faizanè        | + 9 s            |
| 5.º | Romain Bardet      | Team DSM                    | + 11 s           |
| 6.º | Simone Velasco     | Gazprom-RusVelo             | + 13 s           |
| 7.º | Mattia Bais        | Androni Giocattoli-Sidermec | + 13 s           |
| 8.º | Alessio Martinelli | Colpack-Ballan              | + 13 s           |
| 9.º | Christian Scaroni  | Gazprom-RusVelo             | + 13 s           |
| 10.º | Vincenzo Nibali    | Trek-Segafredo              | + 13 s           |

### 4.ª etapa
| Sant'Agata di Militello - Mascali | etapa de montaña | (180 km) |

| \| Clasificación de la etapa \| Clasificación de la etapa \| Clasificación de la etapa \| Clasificación de la etapa \| Clasificación de la etapa \| \| Ciclista \| Ciclista \| Equipo \| Tiempo \| \| \| ------------------------- \| ------------------------- \| --------------------------- \| ------------------------- \| ------------------------- \| \| 1.º \| Vincenzo Nibali \| Trek-Segafredo \| 4 h 24 min 29 s \| \| \| 2.º \| Simone Ravanelli \| Androni Giocattoli-Sidermec \| + 49 s \| \| \| 3.º \| Alessandro Covi \| UAE Team Emirates \| + 49 s \| \| \| 4.º \| Romain Bardet \| Team DSM \| + 49 s \| \| \| 5.º \| Jhonatan Restrepo \| Androni Giocattoli-Sidermec \| + 49 s \| \| \| 6.º \| Alejandro Valverde \| Movistar Team \| + 49 s \| \| \| 7.º \| Simone Velasco \| Gazprom-RusVelo \| + 49 s \| \| \| 8.º \| Lorenzo Fortunato \| Eolo-Kometa \| + 49 s \| \| \| 9.º \| Thymen Arensman \| Team DSM \| + 49 s \| \| \| 10.º \| David de la Cruz \| UAE Team Emirates \| + 49 s \| \| |                    |                             |                 |
| |                    |                             |                 |
| Fuente: ProCyclingStats |                    |                             |                 |
| Clasificación de la etapa |                    |                             |                 |
| Ciclista | Ciclista           | Equipo                      | Tiempo          |
| 1.º | Vincenzo Nibali    | Trek-Segafredo              | 4 h 24 min 29 s |
| 2.º | Simone Ravanelli   | Androni Giocattoli-Sidermec | + 49 s          |
| 3.º | Alessandro Covi    | UAE Team Emirates           | + 49 s          |
| 4.º | Romain Bardet      | Team DSM                    | + 49 s          |
| 5.º | Jhonatan Restrepo  | Androni Giocattoli-Sidermec | + 49 s          |
| 6.º | Alejandro Valverde | Movistar Team               | + 49 s          |
| 7.º | Simone Velasco     | Gazprom-RusVelo             | + 49 s          |
| 8.º | Lorenzo Fortunato  | Eolo-Kometa                 | + 49 s          |
| 9.º | Thymen Arensman    | Team DSM                    | + 49 s          |
| 10.º | David de la Cruz   | UAE Team Emirates           | + 49 s          |

## Clasificaciones finales
- Las clasificaciones finalizaron de la siguiente forma:[3]

### Clasificación general
| \| Clasificación general \| Clasificación general \| Clasificación general \| Clasificación general \| Clasificación general \| \| Ciclista \| Ciclista \| Equipo \| Tiempo \| \| \| --------------------- \| --------------------- \| --------------------------- \| --------------------- \| --------------------- \| \| 1.º \| Vincenzo Nibali \| Trek-Segafredo \| 18 h 09 min 50 s \| \| \| 2.º \| Alejandro Valverde \| Movistar Team \| + 46 s \| \| \| 3.º \| Alessandro Covi \| UAE Team Emirates \| + 49 s \| \| \| 4.º \| Jhonatan Restrepo \| Androni Giocattoli-Sidermec \| + 55 s \| \| \| 5.º \| Romain Bardet \| Team DSM \| + 58 s \| \| \| 6.º \| Simone Velasco \| Gazprom-RusVelo \| + 59 s \| \| \| 7.º \| Thymen Arensman \| Team DSM \| + 59 s \| \| \| 8.º \| Lorenzo Fortunato \| Eolo-Kometa \| + 59 s \| \| \| 9.º \| Niklas Eg \| Trek-Segafredo \| + 59 s \| \| \| 10.º \| Simone Ravanelli \| Androni Giocattoli-Sidermec \| + 1 min 03 s \| \| |                    |                             |                  |
| |                    |                             |                  |
| Fuente: ProCyclingStats |                    |                             |                  |
| Clasificación general |                    |                             |                  |
| Ciclista | Ciclista           | Equipo                      | Tiempo           |
| 1.º | Vincenzo Nibali    | Trek-Segafredo              | 18 h 09 min 50 s |
| 2.º | Alejandro Valverde | Movistar Team               | + 46 s           |
| 3.º | Alessandro Covi    | UAE Team Emirates           | + 49 s           |
| 4.º | Jhonatan Restrepo  | Androni Giocattoli-Sidermec | + 55 s           |
| 5.º | Romain Bardet      | Team DSM                    | + 58 s           |
| 6.º | Simone Velasco     | Gazprom-RusVelo             | + 59 s           |
| 7.º | Thymen Arensman    | Team DSM                    | + 59 s           |
| 8.º | Lorenzo Fortunato  | Eolo-Kometa                 | + 59 s           |
| 9.º | Niklas Eg          | Trek-Segafredo              | + 59 s           |
| 10.º | Simone Ravanelli   | Androni Giocattoli-Sidermec | + 1 min 03 s     |

### Clasificación de la montaña
| Clasificación de la montaña | Clasificación de la montaña | Clasificación de la montaña | Clasificación de la montaña | Clasificación de la montaña |
| Ciclista                    | Ciclista                    | Equipo                      | Puntos                      |                             |
| --------------------------- | --------------------------- | --------------------------- | --------------------------- | --------------------------- |
| 1.º                         | Christian Scaroni           | Gazprom-RusVelo             | 45 pts                      |                             |
| 2.º                         | Alejandro Valverde          | Movistar Team               | 32 pts                      |                             |
| 3.º                         | Benjamin King               | Rally Cycling               | 30 pts                      |                             |
| 4.º                         | Vincenzo Nibali             | Trek-Segafredo              | 30 pts                      |                             |
| 5.º                         | Alessandro Covi             | UAE Team Emirates           | 21 pts                      |                             |
| 6.º                         | David de la Cruz            | UAE Team Emirates           | 21 pts                      |                             |
| 7.º                         | Lorenzo Fortunato           | Eolo-Kometa                 | 19 pts                      |                             |
| 8.º                         | Chris Hamilton              | Team DSM                    | 19 pts                      |                             |
| 9.º                         | Romain Bardet               | Team DSM                    | 12 pts                      |                             |
| 10.º                        | Antonio Nibali              | Trek-Segafredo              | 12 pts                      |                             |

### Clasificación por puntos
| Clasificación por puntos | Clasificación por puntos | Clasificación por puntos    | Clasificación por puntos | Clasificación por puntos |
| Ciclista                 | Ciclista                 | Equipo                      | Puntos                   |                          |
| ------------------------ | ------------------------ | --------------------------- | ------------------------ | ------------------------ |
| 1.º                      | Juan Sebastián Molano    | UAE Team Emirates           | 24 pts                   |                          |
| 2.º                      | Alejandro Valverde       | Movistar Team               | 23 pts                   |                          |
| 3.º                      | Alessandro Covi          | UAE Team Emirates           | 18 pts                   |                          |
| 4.º                      | Romain Bardet            | Team DSM                    | 16 pts                   |                          |
| 5.º                      | Jhonatan Restrepo        | Androni Giocattoli-Sidermec | 15 pts                   |                          |
| 6.º                      | Vincenzo Nibali          | Trek-Segafredo              | 12 pts                   |                          |
| 7.º                      | Simone Velasco           | Gazprom-RusVelo             | 11 pts                   |                          |
| 8.º                      | Simone Ravanelli         | Androni Giocattoli-Sidermec | 10 pts                   |                          |
| 9.º                      | Vincenzo Albanese        | Eolo-Kometa                 | 10 pts                   |                          |
| 10.º                     | Maximiliano Richeze      | UAE Team Emirates           | 8 pts                    |                          |

### Clasificación de los jóvenes
| Clasificación del mejor joven | Clasificación del mejor joven | Clasificación del mejor joven | Clasificación del mejor joven | Clasificación del mejor joven |
| Ciclista                      | Ciclista                      | Equipo                        | Tiempo                        |                               |
| ----------------------------- | ----------------------------- | ----------------------------- | ----------------------------- | ----------------------------- |
| 1.º                           | Alessandro Covi               | UAE Team Emirates             | 18 h 10 min 39 s              |                               |
| 2.º                           | Thymen Arensman               | Team DSM                      | + 10 s                        |                               |
| 3.º                           | Lorenzo Fortunato             | Eolo-Kometa                   | + 10 s                        |                               |
| 4.º                           | Mattia Bais                   | Androni Giocattoli-Sidermec   | + 1 min 30 s                  |                               |
| 5.º                           | Omer Goldstein                | Israel Start-Up Nation        | + 2 min 33 s                  |                               |
| 6.º                           | Sergio Román Martín           | Caja Rural-Seguros RGA        | + 3 min 39 s                  |                               |
| 7.º                           | Daniel Muñoz                  | Androni Giocattoli-Sidermec   | + 3 min 56 s                  |                               |
| 8.º                           | Alessio Martinelli            | Colpack-Ballan                | + 4 min 30 s                  |                               |
| 9.º                           | Raúl Colombo                  | Work Service-Marchiol-Dynatek | + 5 min 17 s                  |                               |
| 10.º                          | Christian Scaroni             | Gazprom-RusVelo               | + 10 min 21 s                 |                               |

## Evolución de las clasificaciones
| Etapa                   | Vencedor                | Clasificación general | Clasificación de la montaña | Clasificación de los puntos | Clasificación de los jóvenes | Clasificación de los jóvenes |
| ----------------------- | ----------------------- | --------------------- | --------------------------- | --------------------------- | ---------------------------- | ---------------------------- |
| 1.ª                     | Juan Sebastián Molano   | Juan Sebastián Molano | Charles-Étienne Chrétien    | Juan Sebastián Molano       | Vincenzo Albanese            | Bardiani-CSF-Faizanè         |
| 2.ª                     | Juan Sebastián Molano   | Juan Sebastián Molano | Stefano Gandin              | Juan Sebastián Molano       | Matteo Moschetti             | Bardiani-CSF-Faizanè         |
| 3.ª                     | Alejandro Valverde      | Alejandro Valverde    | Benjamin King               | Juan Sebastián Molano       | Alessandro Covi              | Androni Giocattoli-Sidermec  |
| 4.ª                     | Vincenzo Nibali         | Vincenzo Nibali       | Christian Scaroni           | Juan Sebastián Molano       | Alessandro Covi              | Trek-Segafredo               |
| Clasificaciones finales | Clasificaciones finales | Vincenzo Nibali       | Christian Scaroni           | Juan Sebastián Molano       | Alessandro Covi              | Trek-Segafredo               |

## UCI World Ranking
El Giro de Sicilia otorgó puntos para el UCI World Ranking para corredores de los equipos en las categorías UCI WorldTeam, UCI ProTeam y Continental. Las siguientes tablas son el baremo de puntuación y los 10 corredores que obtuvieron más puntos:
| Posición              | 1.º | 2.º | 3.º | 4.º | 5.º | 6.º | 7.º | 8.º | 9.º | 10.º | 11.º | 12.º | 13.º-15.º | 16.º-25.º |
| Clasificación general | 125 | 85  | 70  | 60  | 50  | 40  | 35  | 30  | 25  | 20   | 15   | 10   | 5         | 3         |
| Por etapa             | 14  | 5   | 3   |     |     |     |     |     |     |      |      |      |           |           |
| Líder                 | 3   |     |     |     |     |     |     |     |     |      |      |      |           |           |

| Clasificación |                       |                             |         |       |       |       |
| Posición      | Ciclista              | Equipo                      | General | Etapa | Líder | Total |
| ------------- | --------------------- | --------------------------- | ------- | ----- | ----- | ----- |
| 1.º           | Vincenzo Nibali       | Trek-Segafredo              | 125     | 14    | -     | 139   |
| 2.º           | Alejandro Valverde    | Movistar                    | 85      | 14    | 3     | 102   |
| 3.º           | Alessandro Covi       | UAE Emirates                | 70      | 8     | -     | 78    |
| 4.º           | Jhonatan Restrepo     | Androni Giocattoli-Sidermec | 60      | 3     | -     | 63    |
| 5.º           | Romain Bardet         | DSM                         | 50      | -     | -     | 50    |
| 6.º           | Simone Velasco        | Gazprom-RusVelo             | 40      | -     | -     | 40    |
| 7.º           | Thymen Arensman       | DSM                         | 35      | -     | -     | 35    |
| 8.º           | Juan Sebastián Molano | UAE Emirates                | -       | 28    | 6     | 34    |
| 9.º           | Lorenzo Fortunato     | EOLO-KOMETA                 | 30      | -     | -     | 30    |
| 10.º          | Niklas Eg             | Trek-Segafredo              | 25      | -     | -     | 25    |